# Monika Hunnius
Monika Adele Elisabeth Hunnius (* 2. Julijul. / 14. Juli 1858greg. in Riga, Russisches Kaiserreich; † 30. Dezember 1934 in Riga, Lettland) war eine deutschbaltische Schriftstellerin. Sie gehört zu den bekanntesten deutschsprachigen Autorinnen des Baltikums im 20. Jahrhundert.

## Leben
Monika Hunnius' Vater Konstantin Hunnius (1807–1867) war Pastor in Narva, ihre Mutter war seine zweite Frau Jenny geb. Müller. Aus den beiden Ehen ihres Vaters hatte sie insgesamt elf Geschwister, von denen einige als Kinder starben. Ihr Bruder Carl (1856–1931) wurde wie der Vater Pastor und war ebenfalls als Dichter tätig. Nach dem Tod ihres Vaters 1867 wuchs sie in Riga bei der Familie ihrer Mutter auf und verlebte die langen Sommerferien meist in Paide (deutsch Weißenstein) bei ihrem Onkel Carl Hermann Hesse, dem Großvater des Schriftstellers Hermann Hesse. Ihren Vetter Johannes Hesse lernte sie trotzdem erst viel später in Deutschland kennen. Bis zu dessen Tode fühlte sich Monika Hunnius durch eine tiefe Freundschaft mit ihm verbunden. 
Sie erhielt zunächst in Riga, dann in Frankfurt am Main eine Gesangsausbildung, wo sie unter anderem von Julius Stockhausen unterrichtet wurde. Im Hause Stockhausen traf sie u. a. Johannes Brahms. Mit Clara Schumann, Raimund von Zur Mühlen, Hans Schmidt, Eva Jekelius-Lißmann und Amalie Schneeweiß, der Ehefrau von Joseph Joachim, war sie befreundet. Ab 1884 lehrte Monika Hunnius Gesang und Deklamation in Riga. 
Sie unterstützte Raimund von Zur Mühlen von 1904 bis 1911 bei der Durchführung von Gesangskursen in Viljandi (Fellin) und später im ostpreußischen Neuhäuser an der Ostsee bei Pillau.
Die Zeit der Bolschewikenherrschaft in Lettland nach dem Ersten Weltkrieg verbrachte sie in Königsfeld im Schwarzwald. Neben ihrer Tätigkeit als Schriftstellerin arbeitete sie dort als Gehilfin in einem Sanatorium. 1923 kehrte sie ins Baltikum zurück. In den letzten Jahren litt sie zunehmend unter Lähmungserscheinungen.
In ihren letzten Lebensjahren lebte die pflegebedürftige Künstlerin in der Familie des Direktors des städtischen deutschen Gymnasiums Riga, Ernst Gurland. Dieser gewann auch eine besonders begabte Schülerin, Gertrud Schettler, zum handschriftlichen Diktat für die zunehmend gebrechliche Frau.

## Werke
- Bilder aus der Zeit der Bolschewikenherrschaft in Riga vom 3. Januar bis 22. Mai 1919, 1921 (1938: 24.–26. Tsd.)

Digitalisat, Universitätsbibliothek Tartu
- Meine Weihnachten, 1922 (1975: 181.-185 Tsd.)
- Mein Onkel Hermann. Erinnerung an Alt-Estland, mit einem Geleitwort von Hermann Hesse, Verlag Eugen Salzer Heilbronn 1921 (1935: 82.–85. Tsd.)

Digitalisat, Universitätsbibliothek Tartu
- Menschen, die ich erlebte, 1922 (1962: 87.–90. Tsd.)
- Mein Weg zur Kunst, 1925 (1953: 87.–89. Tsd.)
- Baltische Häuser und Gestalten, 1926 (1935: 19.–20. Tsd.)
- Aus Heimat und Fremde, 1928
- Jugendtage einer Deutsch-Baltin, 1929
- Baltische Frauen von einem Stamm, 1930 (1941: 22.–29. Tsd.)
- Das Lied von der Heimkehr, 1932
- Mein Elternhaus. Erinnerungen, 1935 (1960: 51.–55. Tsd.)
- Briefwechsel mit einem Freunde, hrsg. v. Sophie Gurland, 1935 (1955: 25.–28. Tsd.)
- Zwei Frauen, Eugen Salzer-Verlag, Heilbronn 1936 (1964: 51.–55. Tsd.)
- Wenn die Zeit erfüllet ist ... Briefe und Tagebuchblätter, hrsg. v. Anne-Monika Glasow, 1937
- Johannes, 1948 (1948: 6.–10. Tsd.)